# Röde Orm
Orm el vermell (original suec: Röde Orm que significa literalment Serp Vermella) és una novel·la d'aventures de l'escriptor suec Frans G. Bengtsson. La narració està ambientada a finals del segle x i segueix les aventures del víking Röde Orm - anomenat "Vermell" pels seus cabells i el seu tarannà, natural d'Escània. El llibre retrata la situació política d'Europa a l'era víking posterior, Andalusia sota Al-mansur, Dinamarca sota Harald Bluetooth, seguida de la lluita entre Eric el Victoriós i Sven Forkbeard, Irlanda sota Brian Boru, Anglaterra sota Ethelred el Unready i la batalla de Maldon, i després l'Imperi Romà d'Orient i la seva Guàrdia Varanga, la Rus de Kíev i els seus veïns els Patzinaks, tot abans del teló de fons de la cristianització gradual d'Escandinàvia, contrastant la pragmàtica perspectiva pagana nòrdica amb l'exclusivitat de l'islam i el cristianisme.
La novel·la està dividida en dues parts, publicades els anys 1941 i 1945, amb dos llibres cadascuna. Solia ser un dels llibres més llegits a Suècia i ha estat traduït a almenys 23 idiomes.

## Personatges

### Personatges principals
- Orm Tostesson: el fill d'un cap d'Escani.
- Åsa: La mare d'Orm. La matriarca familiar.
- Toke Grey-Gullsson (Toke Grågullesson): Un aventurer de Blekinge que es va unir a la companyia de Krok. Es converteix en l'amic de tota la vida d'Orm.
- Pare Willibald: un sacerdot assignat com a metge a la cort del rei Harald.
- Ylva Haraldsdotter: filla del rei Harald amb una esclava obotrita. Més tard la dona d'Orm.

### Personatges secundaris
- Krok: El líder de l'expedició a Espanya.
- Rapp: un membre de l'expedició, després un esclau de galera amb els seus altres supervivents. Més tard un retenidor d'Orm.
- Gudmund: un terratinent que té una relació tensa amb Orm.
- Olof Styrsson: un capità experimentat de Finnveden.
- Ludmilla Ormsdotter: la filla inquieta d'Orm. Promesa amb Olof.

### Personatges recurrents
- Salomó el jueu: un argenter sefardita rescatat per la companyia de Krok.
- Lady Subaida: la filla petita d'un margravi lleonès. Aquest és el nom que se li va donar després de convertir-se en concubina d'Almanzor.
- The Erin Masters: dos germans bufó (Felimid i Ferdiad) d'Irlanda.
- Rainald: un sacerdot lotaringi enviat a Escandinàvia en substitució d'un sacerdot esclavitzat.
- Mirah: una esclava andalusa a la cort del rei Harald i futura esposa de Toke.

## Trama
El primer llibre cobreix els anys 982 a 990. Quan encara era jove, Orm és segrestat per un partit víking dirigit per Krok i naveguen cap al sud. Cauen captius dels musulmans andalusos i serveixen com a esclaus de galera durant més de dos anys. Després esdevenen membres de la guardaespatlles d'Al-mansur durant quatre anys, assaltant Santiago de Compostel·la sota el seu comandament. Tornen a Dinamarca a la cort del rei Harald Bluetooth, on Orm es troba amb Ylva. Orm més tard torna a Scania amb Rapp. Orm i Rapp s'uneixen a un partit víking que torna a assaltar Anglaterra després d'un breu període de pau a aquella zona després de la reconquesta del Danelaw a mitjans del segle x pel rei Edgar, pare d'Ethelred. L'Orm s'uneix a un grup liderat per Thorkell l'Alt a Anglaterra i quan s'assabenta que la filla d'Harald, Ylva, s'allotja a Londres, es bateja i es casa amb ella. Es traslladen a una granja abandonada, l'herència de la seva mare a Göinge, al nord de Skåne, prop de la frontera amb Småland. Durant els anys següents (992 a 995), Orm prospera, i Ylva dona a llum bessones (Oddny i Ludmilla), un fill, Harald, i més tard a un altre fill (encara que possiblement de Rainald), Svarthöfde. Mentrestant, Orm també es dedica a convertir els pagans del districte, amb l'ajuda del pare Willibald.
L'any 1007, tenint Orm ja 42 anys, el seu germà Are torna de l'est després de servir l'Imperi Romà d'Orient, donant la notícia d'un tresor ("or búlgar") que havia amagat. Orm decideix viatjar a l'assut del Dnieper a la Rus de Kíev per l'or, i juntament amb Toke i el cap de Finnveding Olof manegen un vaixell. Recuperen el tresor i tornen a casa amb seguretat. Però al seu retorn es troben amb una crisi inesperada a casa seva: Rainald, el ridícul missioner cristià alemany fracassat, s'havia convertit en un renegat, convertit en un sacerdot pagan dels vells déus nòrdics i el líder d'una formidable banda de lladres i proscrits, i causa grans estralls abans de ser finalment superat. Després d'aquesta crisi final i a partir d'aleshores, Orm i Toke viuen en pau i abundància com a bons veïns, i Svarthöfde Ormsson es converteix en un famós víking, lluitant per Canut el Gran. La història acaba amb l'afirmació que Orm i Toke en la seva vellesa "no es cansaven mai d'explicar els anys en què havien remat el vaixell del califa i servien al meu senyor Al-Mansur".

## Procés d'escriptura

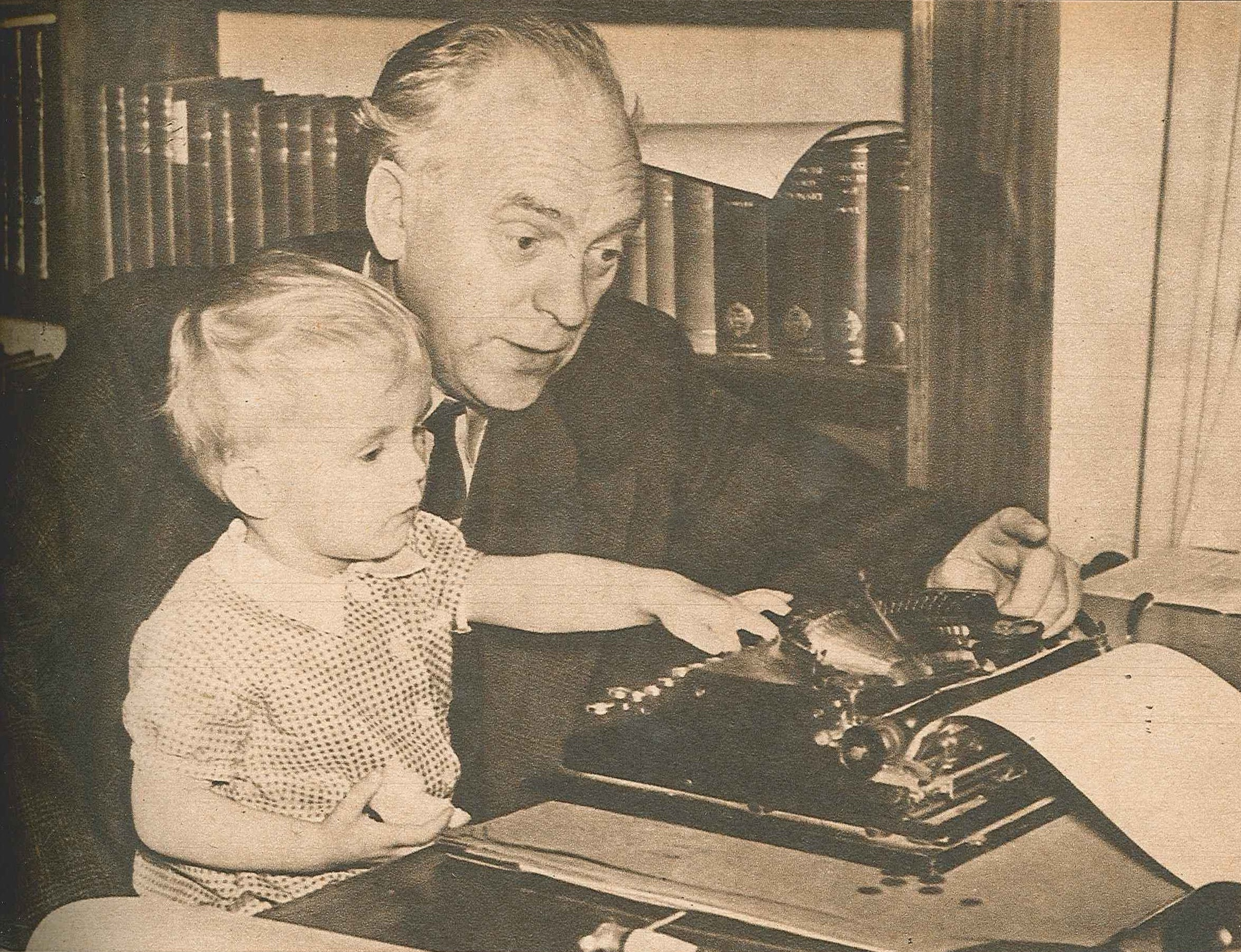
Frans G. Bengtsson el 1943

L'escriptor suec Sven Stolpe informa que algú va preguntar a l'autor Frans G. Bengtsson "quines intencions tenia amb Orm el Vermell", a la qual cosa Bengtsson va respondre que no tenia intencions particulars. "Només volia escriure una història que la gent pogués gaudir llegint, com Els tres mosqueters o l'Odissea".
La investigació del llibre es va basar en gran manera en Heimskringla de Snorri Sturluson i en una altra literatura islandesa antiga, però també en cròniques medievals i investigacions contemporànies, i els noms històrics, persones i esdeveniments es van teixir a la ficció. El llenguatge de la novel·la està inspirat en les sagues islandeses. A principis de la seva carrera, Bengtsson havia tingut una visió romàntica sobre la literatura de la saga, promovent una prosa elevada, gairebé sacra, en les traduccions, però quan va escriure Orm el vermell va fer ús de les facultats de la saga per a la saviesa i l'eufemisme còmic. Els personatges principals van ser escrits com a antiherois simpàtics, lluny de la visió romàntica dels víkings. Com les sagues, el llibre es basa en verbs i substantius per impulsar la narració, amb només un mínim d'adjectius i passatges descriptius. En els assaigs, Bengtsson expressa el fàstic pel "realisme psicològic" a la literatura del seu temps on els pensaments i els sentiments dels personatges es discuteixen de manera explícita en lloc d'indicar-los per accions i signes exteriors. A l'original suec de The Longships, la gramàtica és deliberadament lleugerament arcaica.
Joan Klein va assenyalar que "Dins de la trama del segle x, els protagonistes víkings del llibre mai van sentir parlar dels jueus i tenen una ment completament oberta sobre ells, i quan es troben amb un jueu que s'alia amb els víkings i els porta a un tresor més enllà dels seus somnis, són degudament agraït (...) No obstant això, difícilment es pot passar per alt el fet que el llibre va ser en realitat escrit en una part molt concreta del segle xx, durant la Segona Guerra Mundial, un moment en què l'Alemanya nazi es va veure involucrada en una horrible persecució i massacre de jueus, mentre que els nazis reclamaven l'herència víkinga per la seva versió monstruosa del nacionalisme alemany i germànic. Bengtsson, en efecte, torna a llançar l'herència víking a la cara dels nazis".

## Adaptacions
La pel·lícula britànica-iugoslava de 1964 The Long Ships (protagonitzada per Richard Widmark i Sidney Poitier) es basa molt poc en el llibre, conservant poc més que el títol (de la traducció a l'anglès) i els escenaris moriscos. A la dècada de 1980, hi havia plans per a una adaptació de pantalla sueca a gran escala. La pel·lícula havia de ser dirigida per Hans Alfredson i protagonitzada per Stellan Skarsgård com a Orm i Sverre Anker Ousdal com a Toke. El projecte va ser cancel·lat per raons econòmiques, però el guió d'Alfredson va ser reelaborat en un teatre de ràdio que es va emetre el 1990.
Una adaptació còmica de Charlie Christensen en format àlbum es va publicar en quatre volums entre 2000 i 2004, que cobria el primer llibre de la sèrie.
L'autor suec Mikael Westlund va publicar la seva novel·la de debut Svarthöfde l'any 2002, que amplia el breu resum al final de la nnovel·la, explicant les aventures del fill d'Orm, Svarthöfde (Blackhair) i els fills d'en Sone. Igual que amb la novel·la de Bengtsson, el llenguatge té un sabor arcaic, llevat d'humor, i apareixen diversos personatges històrics.
El 2011, la productora sueca Fladen Film va anunciar que havien adquirit els drets de la pel·lícula del llibre, i que una adaptació estava en desenvolupament.
El maig de 2014, durant la conferència de premsa de la companyia de cinema sueca Film i Väst al Festival de Cannes 2014, el productor de cinema danès Peter Aalbæk Jensen, de la companyia cinematogràfica danesa Zentropa, fundada per Lars von Trier, va dir que anava a produir un adaptació de la novel·la. Aalbæk va dir que tenia en ment a Stellan Skarsgård com a interpretant l'antic Röde Orm i els seus fills actors Alexander, Gustaf, Bill i Valter interpretant a Röde Orm en diverses etapes de la seva vida. Aquesta adaptació està prevista per dividir-se en dues pel·lícules i també com a sèrie de televisió en quatre parts. Stellan Skarsgård ha expressat interès a actuar a la pel·lícula si el guió és bo. S'esperava que el rodatge comencés a Västra Götaland el 2016, però Film i Väst va decidir posar fi a la seva col·laboració amb Aalbæk i el projecte cinematogràfic es va cancel·lar.
L'any 2017, el Teatre Reial Danès va fer un guió basat en la novel·la, que es representarà no al teatre, sinó al damunt del recentment construït Museu Moesgård. L'obra es va celebrar a sobre d'un escenari de fusta construït gegant que s'assembla a un vaixell víking estavellat amb un cap de drac i es va basar en la segona part del llibre de Bengtsson, després que Røde Orm tornés a Dinamarca amb la campana. L'obra va ser dirigida per Henrik Szklany amb Andreas Jebro interpretant Röde Orm (Røde Orm en danès). El 2018, l'espectacle es va portar a Ulvedalene al parc Dyrehaven.
El 2020, Dramaten, el Teatre Reial Dramàtic, a Suècia, va presentar una obra amb Emma Broomé com Orm, Lennart Jähkel com Krok i el rei Harald i Karin Franz Körlof com Ylva. Tot i que va rebre crítiques elogioses, la producció es va cancel·lar abans d'hora a causa de la COVID-19.